# Instrumentalisme
En philosophie des sciences et en épistémologie, l'instrumentalisme est la position qui considère que les modèles scientifiques ne sont que des instruments nous permettant de concevoir commodément les phénomènes et, éventuellement, de les devancer par des prédictions. Selon les instrumentistes, une théorie scientifique réussie ne révèle rien de connu, vrai ou faux, sur les objets, propriétés ou processus inobservables de la nature.
Traditionnellement, les instrumentistes soutiennent que les termes pour les inobservables, par eux-mêmes, n'ont aucun sens ; interprétées littéralement, les déclarations les impliquant ne sont même pas candidates à la vérité ou à la fausseté. Les défenseurs les plus influents de l'instrumentalisme étaient les empiristes logiques.
Rejetant les ambitions du réalisme scientifique de découvrir la vérité métaphysique sur la nature, l'instrumentalisme est généralement catégorisé comme un antiréalisme, bien que son simple manque d'engagement envers le réalisme de la théorie scientifique peut être qualifié de « non-réalisme ». L'instrumentalisme ne fait que contourner le débat sur la question de savoir si, par exemple, une « particule » dont parle la physique des particules est une entité discrète jouissant d'une existence individuelle, ou est un « mode d'excitation » d'une région d'un champ, ou est tout autre chose,.

## L’instrumentalisme dans la philosophie pragmatiste de John Dewey
L'influence de Darwin amène Dewey à « comprendre la pensée génétiquement, comme le produit d'une interaction entre un organisme et son environnement, et la connaissance comme ayant une instrumentalité pratique dans la guidance et le contrôle de cette interaction » . Son instrumentalisme prend naissance avec son article de 1896 The Reflex Arc Concept in Psychology où il conteste l'idée qu'une prise de conscience découle de manière univoque d'une stimulation de l'environnement qu'il voit comme une réminiscence du dualisme corps/esprit. À cette façon passive de concevoir l'être humain, il oppose une vision plus active, reposant sur un processus d'interaction entre l'homme et son environnement. Il développe ce « naturalisme interactif » dans l'introduction des quatre essais Studies in Logical Theory dans lequel il lie instrumentalisme et pragmatisme en se référant à William James. C'est également dans cet ouvrage qu'il énonce les phases du processus de son concept d'« enquête » : situation problématique, recherche des données et des paramètres, phase réflexive d'élaboration des solutions et de tests de façon à trouver la solution qui convient. Pour lui, cette solution débouche non sur la vérité mais sur ce qu'il appelle l'« assertabilité garantie ». Dans les années allant de 1906 à 1909, en parallèle avec William James, il s'interroge sur ce qu'est la vérité pour un pragmatiste.
Dewey commence à appliquer les principes de l'instrumentalisme  à la logique, dans son livre Essays on Experimental Logic (1916). Toutefois, pour Clarence Edwin Ayres, ce n'est que dans les Glifford lectures, publiées sous le titre The Quest for certainty que John Dewey expose clairement le but et la signification de la logique instrumentale. La logique instrumentale est d'abord évolutionniste et « constitue la première tentative sérieuse de commencer l'analyse de la pensée avec l'hypothèse que l'homme est une espèce animale qui lutte pour sa survie sur une planète mineure ». Dans cette optique, pour Dewey, les idées sont des instruments dont le domaine de validité n'est pas absolu mais dépend des besoins et des défis que rencontrent les hommes. Dans les Cliffords lectures, il oppose la philosophie traditionnelle issue de Platon, qu'il considère comme relevant du mythe et de la magie, à l'instrumentalisme qui, selon lui, ne cherche pas refuge dans l'imagination mais veut transformer les conditions de vie en faisant face à la réalité, au moyen d'une enquête intelligible, mondaine, soit ancrée dans la réalité présente, et instrumentale c'est-à-dire qui permet d'agir.

## L'instrumentalisme en philosophie des sciences
L'instrumentalisme est moins une doctrine positive qu'une restriction apportée à une manière trop confiante d'aborder les sciences, à savoir, à celle qui leur accorde d'emblée une portée ontologique, celle de dire comment sont véritablement les choses. On appelle réalisme scientifique ce crédit ontologique accordé aux sciences, et que l'instrumentalisme refuse.
On peut reconnaître l'instrumentalisme dans la première interprétation de l'œuvre de Copernic. Dans ce cas, l'instrumentalisme sert à laisser vivre de façon autonome une science qui, interprétée de façon réaliste (comme l'a fait Galilée) entrerait en conflit avec la cosmologie religieuse.
Dans Sauver les apparences, Pierre Duhem défend l'instrumentalisme contre le réalisme en étudiant l'histoire de l'astronomie de l'antiquité grecque jusqu'au procès de Galilée. Il considère, par exemple, que la cosmologie de Philolaos de Crotone, qui ne met pas la Terre au centre de l'univers, explique moins bien les observations passées et a une capacité prédictive moindre que le géocentrisme de Ptolémée. Ainsi Duhem dissocie la véracité d'une théorie de son utilité à rendre compte, à sauver, les phénomènes passés et futurs.
Karl Popper au contraire défend le réalisme contre l'instrumentalisme en inventant le concept de vérisimilitude dans Conjectures et réfutations. Même si chaque théorie est un jour ou l'autre abandonnée au profit d'une nouvelle, et par conséquent considérée comme fausse (en tant que non conforme à la réalité), Popper considère que la nouvelle théorie est malgré tout plus proche de la vérité que celle qu'elle remplace. La vérisimilitude est cette approximation vers la vérité des théories en évolution.